# Skogskyrkan

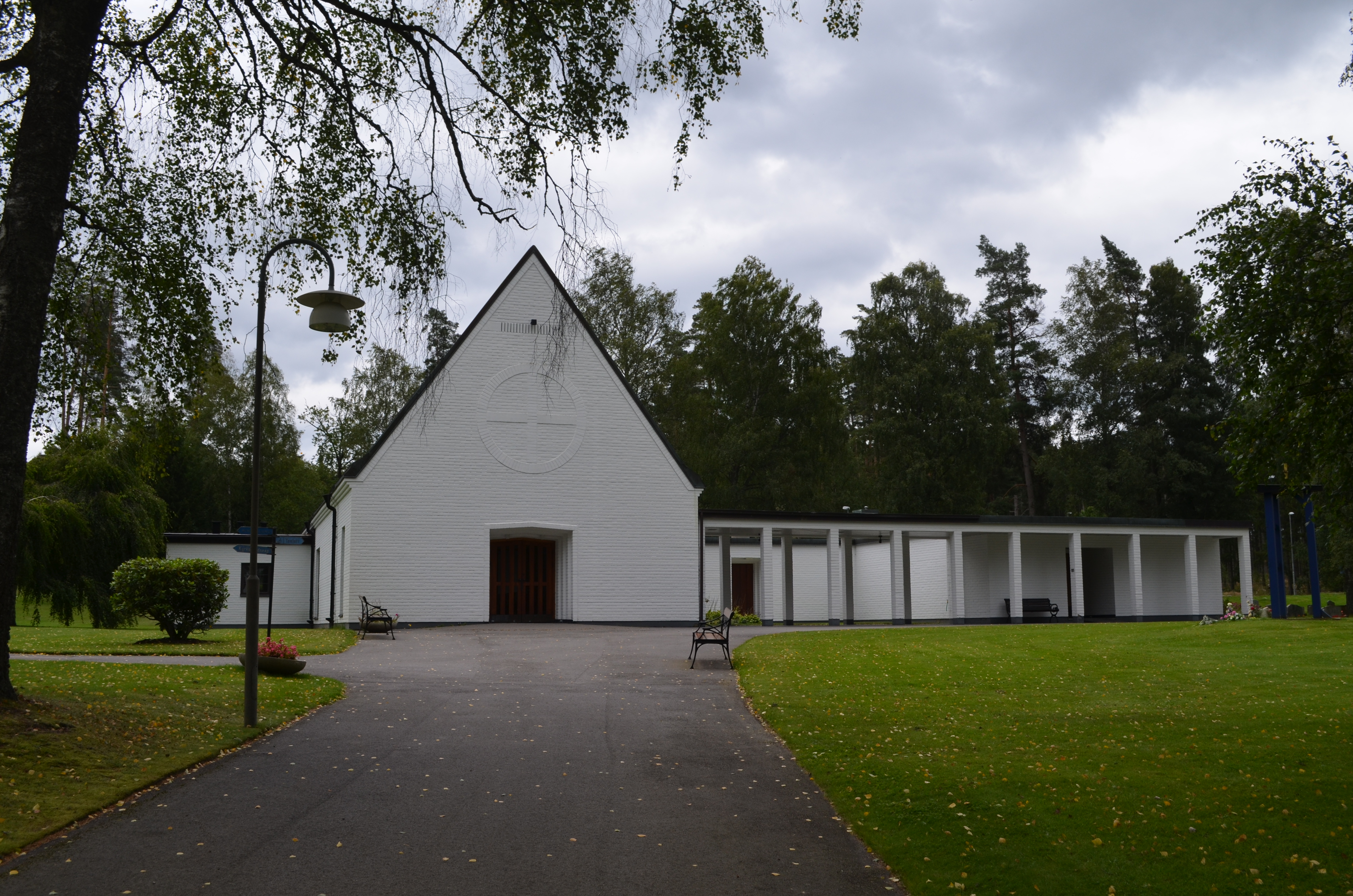
Skogskyrkan, Alvesta

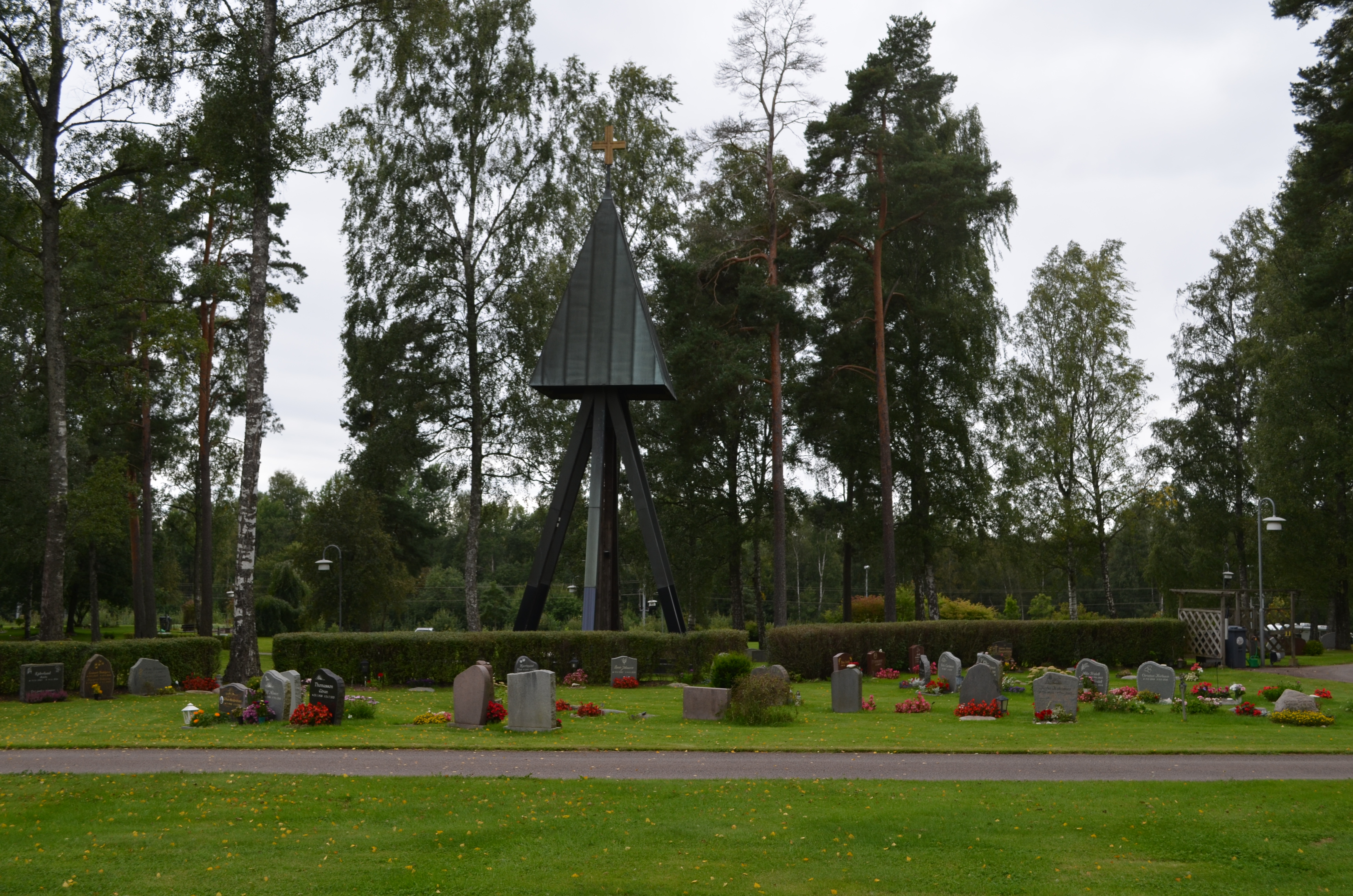
Skogskyrkan, Alvestas klockstapel

Skogskyrkan är en kyrkobyggnad i Växjö stift. Kyrkan är församlingskyrka i Alvesta församling.

## Kyrkobyggnaden
Skogskyrkan är ritad av arkitekt Anders Berglund, Värnamo. Över altaret finns ett glasfönster av Sven Joann kallat "Korsets vision". Skogssalen är ett mindre samlingsrum i kyrkan.

## Inventarier
- Kristusstatyn (Henrik Campanello), bakom altaret i Skogskyrkan.

## Orgel
- Orgeln är inköpt från Alvesta kyrka och stod ursprungligen i dess kor. Den är byggd 1963 av Olof Hammarberg, Göteborg. Den har delade register i bas/diskant och bihangspedal.

Disposition:
| Manual             | Pedal   |
| Gedakt 8', B/D     | bihängd |
| Rörflöjt 4', B/D   |         |
| Principal 2’, B/D  |         |
| Nasat 1 1/3', B/D  |         |
| Scharf I chor. B/D |         |

### Webbkällor
- https://www.svenskakyrkan.se/alvesta/skogskyrkan